# Monsignore Quijote
Monsignore Quijote ist ein Roman von Graham Greene, der im Jahre 1982 veröffentlicht wurde.

## Inhalt
Die Handlung spielt in Spanien nach dem Tode Francos. Im Dorf El Toboso lebt der Pfarrer Padre Quijote, der angeblich ein direkter Nachfahre des berühmten fahrenden Ritters aus dem Roman von Miguel de Cervantes Saavedra ist. Eines Tages hat er Gelegenheit, einem italienischen Bischof, der in kirchlichem Auftrag im Lande unterwegs ist, einen Gefallen zu tun. Dieser Italiener ist so beeindruckt von Padre Quijote, dass er beim Heiligen Stuhl in Rom dessen Ernennung zum Monsignore erwirkt – eine Ehre, die bei dem zuständigen spanischen Bischof Ausbrüche kalter Wut hervorruft, da dieser Padre Quijote für einen verkappten Kommunisten hält. Aber auch der frischgebackene Monsignore Quijote, der in Wirklichkeit ein einfacher Mann ohne politische Ambitionen ist, wird von dieser Beförderung nicht unbedingt angenehm überrascht.
Einen Spaß an der Sache hat allerdings der kommunistische Bürgermeister von El Toboso, dessen Familiennamen durch einen merkwürdigen Zufall derselbe ist, den in Cervantes‘ Roman der treue Begleiter des Don Quijote, der Knappe Sancho Pansa, trägt. Aufgrund dieser Namensgleichheit spricht ihn Monsignore Quijote, den so etwas wie eine inoffizielle Freundschaft mit dem Bürgermeister verbindet, auch immer mit dem Namen „Sancho“ an. Als kurze Zeit später der Bürgermeister bei einer Neuwahl seine Position verliert, hat er die Idee, mit Monsignore Quijote zusammen eine Reise zu unternehmen – offiziell, um die Kleidungsstücke der kirchlichen Tracht zu beschaffen, die ein Monsignore trägt (eine besondere Bedeutung wird dabei den purpurfarbenen Socken beigemessen), aber auch, weil er sich ohne seinen Posten langweilt. Tatsächlich gewährt sein Bischof dem frischgebackenen Monsignore einen Urlaub, und so brechen die beiden mit dem alten Auto des Pfarrers, nach dem treuen Ross in Cervantes‘ Roman „Rosinante“ genannt, in Richtung Madrid auf.
Zunächst läuft alles gut: Sie fahren gemütlich durch die Landschaft der Mancha, essen, trinken und philosophieren am Wegesrand, und ihre philosophischen Gespräche – bei denen jeder die Weltanschauung des anderen kritisiert, aber gelten lässt – nehmen den Großteil ihrer Zeit in Anspruch. Beim Kauf der kirchlichen Tracht kommt es jedoch zu einem ersten Alarmzeichen: Aufgrund einiger humorvoller Äußerungen des Bürgermeisters scheint der Verkäufer zu glauben, es mit Betrügern zu tun zu haben, und notiert ihre Autonummer. Die Protagonisten schaffen es noch ohne Störung, das Grabmal Francos im Tal der Gefallenen zu besuchen, doch auf dem Rückweg kreuzen sie den Weg einer Streife der Guardia Civil, die sich mächtig aufspielt. Mag Monsignore Quijote den Ernst der Lage auch nicht richtig erfassen, vertraut der Bürgermeister aufgrund seiner Erfahrungen aus der Franco-Ära der Guardia nicht, und ihre Weiterreise gestaltet sich mehr und mehr als eine irrlichternde Flucht. In Salamanca bringt der Bürgermeister sie aus Tarnungsgründen in einem Bordell unter, und in Valladolid lässt er von einem Parteigenossen das Nummernschild ihres Wagens austauschen. Auf der Weiterfahrt nach León geschieht es dann, dass Monsignore Quijote einen flüchtigen Räuber vor der Guardia Civil verbirgt, der sie beide anschließend beraubt. Der Bürgermeister wird noch vorsichtiger, aber Monsignore Quijote telefoniert mit seiner Haushälterin und verrät dabei ihren Standort. Als sie auf dem Wege zum Trappistenkloster von Osera im Freien übernachten, wird der Monsignore von dem Pfarrer, der seine Nachfolge angetreten hat, und dem Arzt von Toboso mit Medikamenten betäubt und nach Hause gebracht.
Dort versucht Monsignore Quijote am Tag nach seinem Erwachen, seinem empörten Bischof die Harmlosigkeit aller Vorfälle auf dieser Reise zu erklären, doch hält dieser ihn inzwischen für geisteskrank. Monsignore Quijote wird eingeschlossen, und der Bischof verhängt die Suspensio a divinis über ihn.
Da taucht der Bürgermeister mit der neu lackierten und nummerierten Rosinante auf und entführt den Monsignore. Über unbefestigte Straßen schlagen sie sich in Richtung Osera durch. Kurz vor ihrem Ziel erleben sie in einem Dorf in Galizien eine völlig kommerzialisierte Madonnenprozession, bei der das Gewand der örtlichen Madonna über und über mit Geldscheinen bedeckt ist. Monsignore Quijote wird von einem heiligen Zorn erfasst und reißt die Geldscheine herunter, worauf ein Tumult ausbricht, aus dem sie nur mit Mühe entkommen. Kurz vor ihrem Ziel werden sie von einer Streife der Guardia Civil erkannt und verfolgt, und ihre Reise endet mit einem Zusammenstoß Rosinantes mit der Klostermauer von Osera, bei dem Monsignore Quijote schwer verletzt wird. Die Mönche gewähren ihnen Asyl und kümmern sich um den Verletzten. In der folgenden Nacht zelebriert Monsignore Quijote traumwandelnd in der Klosterkirche noch einmal die Messe, dann bricht er tot zusammen.

## Einflüsse
Der Plot der Erzählung selbst kann als humorvolle Pastiche auf den Roman von Cervantes gelesen werden und enthält zahlreiche offene oder versteckte Anspielungen auf die Abenteuer des fahrenden Ritters aus der Mancha; das ungleiche Freundespaar aus katholischem Priester und kommunistischem Bürgermeister verweist dagegen auf Giovanni Guareschi und seine Erzählungen von Don Camillo und Peppone.